# 2071 Nadezhda
2071 Nadezhda eller 1971 QS är en asteroid i huvudbältet som upptäcktes den 18 augusti 1971 av den ryska astronomen Tamara Smirnova vid Krims astrofysiska observatorium på Krim. Den har fått sitt namn efter den ryska bolsjeviken Nadezjda Krupskaja.
Asteroiden har en diameter på ungefär 5 kilometer och den tillhör asteroidgruppen Flora.